# Consejo Supremo de la lengua árabe en Argelia
El Consejo Supremo de la lengua árabe en Argelia (en árabe: المجلس الأعلى للغة العربية بالجزائر‎) es un órgano asesor del Presidente de la República de Argelia, establecido por la Orden N º 96/30 del 21 de diciembre de 1996, sus modificatorias y complementarias a la ley 91-05 del 16 de enero de 1991.
Consejo, que tiene miembros y presidido por trabajar para mejorar el idioma árabe en Argelia y sus usos.

## Dirección
Franklin Roosevelt Calle POB: 575 Didouche Mourad Argel Argelia 16 000